# Jade at Brickell Bay
Jade at Brickell Bay est un gratte-ciel résidentiel de 161 mètres de hauteur construit à Miami en Floride aux États-Unis de 2002 à 2004. Il comprend 326 appartements. 95 % des appartements disposent d'une vue directe sur l'océan. L'immeuble comprend une piscine de très grande taille. Dans les quatre derniers étages se trouvent des appartements de très grand luxe.
L'architecte est l'agence Revuelta Vega Leon.